# Pévange
Pévange là một xã trong vùng Grand Est, thuộc tỉnh Moselle, quận Château-Salins, tổng Château-Salins. Tọa độ địa lý của xã là 48° 54' vĩ độ bắc, 06° 37' kinh độ đông. Pévange nằm trên độ cao trung bình là 250 mét trên mực nước biển, có điểm thấp nhất là 222 mét và điểm cao nhất là 259 mét. Xã có diện tích 1,94 km², dân số vào thời điểm 2004 là 52 người; mật độ dân số là 27,4 người/km². Pévange nằm về phía tây nam của Morhange.

## Thông tin nhân khẩu
| 1962 | 1968 | 1975 | 1982 | 1990 | 1999 |
| ---- | ---- | ---- | ---- | ---- | ---- |
| 26   | 35   | 57   | 55   | 60   | 53   |